# Dynastie Wei de l'Est
Pour des articles plus généraux, voir dynasties du Sud et du Nord et Dynastie Qi du Nord.
Pour les articles homonymes, voir Wei.
534–550
Entités précédentes :
- Dynastie Wei du Nord

Entités suivantes :
- Dynastie Qi du Nord

La dynastie des Wei de l’Est (Dong Wei), qui comprend un unique empereur, régna en Chine du nord-est de 534 à 550 lors de la période des dynasties du Sud et du Nord. Elle fut précédée par la dynastie des Wei du Nord (Bei Wei) avant l’éclatement de la Chine du nord et suivie par la dynastie des Qi du Nord (Bei Qi).
Par rapport aux Wei de l'Ouest, les Wei de l'Est représentaient les Tabghatch restés fidèles aux traditions de la steppe. Ils prirent Ye (aujourd'hui Kaifeng) pour capitale. En 550, les Wei de l'Est prennent le nom de Qi du Nord.

## Liste des empereurs
1. Xiaojingdi (en) (Yuan Shanjian) (534-550)

## Chronologie politique de la période
| « Trois Royaumes » 220-280 : 60 ans                              | « Trois Royaumes » 220-280 : 60 ans                 |
| ---------------------------------------------------------------- | --------------------------------------------------- |
| Chine du Nord : Wei à Luoyang                                    | Chine du Sud-Ouest : Shu, Chine du Sud-Est : Wu     |
| brève réunification : Jin occidentaux à Luoyang 265-316 : 51 ans |                                                     |
| nouvelles fragmentations                                         |                                                     |
| au Nord : « Seize Royaumes » : 304-439 : 135 ans                 | au Sud : Jin orientaux 317-420 : 103 ans            |
| « Dynasties du Nord » et                                         | « Dynasties du Sud »                                |
| Wei du Nord 386-534 : 148 ans                                    | Liu Song 420-479 : 59 ans                           |
| Wei de l'Est 534-550 : 16 ans                                    | Qi ou Qi du Sud 479-502 : 23 ans                    |
| Wei de l'Ouest 535-556 : 21 ans                                  | Liang 502-557 : 55 ans                              |
| Qi du Nord 550-577 : 27 ans                                      | Liang postérieurs, ou Liang du Sud 555-587 : 32 ans |
| Zhou du Nord 557-581 : 24 ans                                    | Chen 557-589 : 32 ans                               |